# فريدريش بيترز
فريدريش بيترز (بالألمانية: Friedrich Peters) (و. 1549 – 1617 م) هو عالم عقيدة، وكاتِب، ولد في اشبرينغه، توفي في براونشفايغ، عن عمر يناهز 68 عاماً.